# TuneIn

TuneIn Inc. é um serviço de streaming de áudio que oferece notícias ao vivo, rádio, esportes, música e podcasts para mais de setecentos milhões de usuários ativos mensais. TuneIn conta com mais de setecentos e cinco milhões de usuários ativos mensais desde 2019. Sua sede fica localizada em São Francisco, na Califórnia, Estados Unidos. Anteriormente chamado de RadioTime, o serviço foi fundado em Dallas, no Texas, em 2002 por Bill Moore. Os usuários podem ouvir rádio na página web do TuneIn, no aplicativo móvel, no alto-falante inteligente ou outro dispositivo compatível. Em 2016, o TuneIn também estava acessível em mais de cinquenta e cinco modelos de carros. Em 2013, a empresa levantou mais de quarenta e sete milhões de dólares estadunidenses em financiamento de risco da Institutional Venture Partners, da Sequoia Capital, da GV, da General Catalyst Partners e da Icon Ventures. TuneIn arrecadou, em 2017, cinquenta milhões de dólares estadunidenses e estava avaliado em quinhentos milhões de dólares estadunidenses.

## Disponibilidade
TuneIn está disponível em vinte e dois idiomas, incluindo a língua portuguesa, cada qual com seu próprio conteúdo sob medida ao idioma ou à região específica. Conta com mais de cem mil estações de rádio e quatro milhões de programas sob demanda e podcasts do mundo inteiro. O serviço tem acordos com várias emissoras relacionadas ao esportes, notícias, troca de opiniões e música em todo o mundo, como ESPN Radio, NPR, Public Radio International (PRI), CBC/Radio-Canada, C-SPAN Radio, All India Radio, AIR FM Gold, Emmis Communications, Hearst Radio, Radio One, mvyradio, Wu-Tang Radio (Wu World Radio), ABC Radio & Regional Content (Austrália), Bonneville International, Sport Your Argument, talkSPORT e Westwood One Podcast Network.
Em 25 de junho de 2018, a Entercom anunciou que iria transferir a transmissão on-line de suas estações exclusivamente para sua plataforma Radio.com internamente, com estações legadas removidas em 6 de julho, e as antigas estações da CBS Radio foram removidas em 1 de agosto. Por sua vez, a Cumulus Media se juntou à plataforma TuneIn em 9 de agosto de 2018.